# Thoubal (huyện)
Huyện Thoubal là một huyện thuộc bang Manipur, Ấn Độ. Thủ phủ huyện Thoubal đóng ở Thoubal. Huyện Thoubal có diện tích 514 ki lô mét vuông. Đến thời điểm năm 2001, huyện Thoubal có dân số 366341 người.